# Mehdi Bushati
Mehdi Bushati (Tirana, 20 febbraio 1939) è un ex calciatore albanese, di ruolo centrocampista.

## Carriera
Ha collezionato 7 presenze con la Nazionale albanese.Era anche il capo investigatore della polizia comunista della città di Lushnje durante il regime di Enver Hoxha. Ad oggi, ci sono decine di persone che testimoniano la sua crudeltà nel trattamento dei carcerati politici. Per tanti albanesi è un nome che ricorda il periodo più buio della storia dell’Albania.